# Wyszyny (gromada)
Wyszyny – dawna gromada, czyli najmniejsza jednostka podziału terytorialnego Polskiej Rzeczypospolitej Ludowej w latach 1954–1972.
Gromady, z gromadzkimi radami narodowymi (GRN) jako organami władzy najniższego stopnia na wsi, funkcjonowały od reformy reorganizującej administrację wiejską przeprowadzonej jesienią 1954 do momentu ich zniesienia z dniem 1 stycznia 1973, tym samym wypierając organizację gminną w latach 1954–1972.
Gromadę Wyszyny z siedzibą GRN w Wyszynach utworzono – jako jedną z 8759 gromad na obszarze Polski – w powiecie chodzieskim w woj. poznańskim, na mocy uchwały nr 17/54 WRN w Poznaniu z dnia 5 października 1954. W skład jednostki weszły obszary dotychczasowych gromad Grabówka, Prosna, Wyszynki i Wyszyny ze zniesionej gminy Budzyń w tymże powiecie. Dla gromady ustalono 12 członków gromadzkiej rady narodowej.
1 stycznia 1959 do gromady Wyszyny włączono obszar zniesionej gromady Bukowiec (bez miejscowości Igrzyna i Tłukawy) w tymże powiecie.
4 lipca 1968 do gromady Wyszyny włączono miejscowości Krystynka, Ostrówki, Stróżewo, Stróżewice i Trzaskowice ze zniesionej gromady Stróżewo w tymże powiecie.
Gromada przetrwała do końca 1972 roku, czyli do kolejnej reformy gminnej.